# Provincia Gauteng
Gauteng este o provincie în Africa de Sud. Reședința sa este orașul Johannesburg.

## Municipalități
Provincia Gauteng se dubdivide în 3 municipalități metropolitane și 3 municipalități districtuale (care se divid în 9 municipalități locale).
| Municipalitatea                            | Suprafața (kmp) | Populația (2011) | Reședința    |
| ------------------------------------------ | --------------- | ---------------- | ------------ |
| Municipalitatea Metropolitană Johannesburg | 1.645           | 4.434.827        | Johannesburg |
| Municipalitatea Metropolitană Tshwane      | 6.298           | 2.921.488        | Pretoria     |
| Municipalitatea Metropolitană Ekurhuleni   | 1.975           | 3.178.470        | Germiston    |
| Municipalitatea Districtuală Sedibeng      | 4.172           | 916.484          | Vereeniging  |
| Municipalitatea Districtuală West Rand     | 4.087           | 820.995          | Randfontein  |